# Двалишвили, Мераб
Мера́б Двалишви́ли (груз. მერაბ დვალიშვილი; род. 10 января 1991, Тбилиси) — грузинский боец смешанного стиля, выступает в легчайшей весовой категории под эгидой UFC. Действующий чемпион UFC в легчайшей весовой категории. Выступает на профессиональном уровне с 2014 года.
Занимает 3 строчку официального рейтинга UFC среди лучших бойцов независимо от весовой категории (англ. pound-for-pound).

## Биография
Двалишвили вырос в грузинской столице Тбилиси. Там он начал заниматься картули чидаоба (традиционная грузинская борьба), хридоли (переходный бой), самбо и дзюдо для самообороны. Мераб переехал в Соединенные Штаты, когда ему был 21 год, чтобы стать бойцом ММА и начал тренироваться под руководством Рэя Лонго и Мэтта Серры.

## Карьера в смешанных единоборствах

### Ранняя карьера
Дебютировал в профессиональных боях по смешанным единоборствам в 2014 году и выступал в различных организациях. До перехода в UFC имел на своём счету рекорд по ММА 7-2 и многие бои провёл в бойцовской организации Ring of Combat. В настоящее время представляет команду Serra Jiu-Jitsu.

### Ultimate Fighting Championship
9 декабря 2017 года дебютировал в организации на турнире UFC Fight Night: Суонсон vs. Ортега против Фрэнки Саенса, проиграв раздельным решением судей (28-29, 29-28, 29-28).
21 апреля 2018 года на турнире UFC Fight Night: Барбоза vs. Ли встретился с Рики Симоном. Двалишвили проиграл бой технической сдачей после гильотины в конце третьего раунда. Команда бойца обжаловала решение заявив, что боец не был в отключке по окончании поединка, но апелляция была отклонена.
15 сентября 2018 на турнире UFC Fight Night: Хант vs. Олейник, который состоялся в Москве, Мераб впервые победил в UFC, одолев единогласным решением судей Терриона Вэйра (30-25, 30-25, 30-25).
4 мая 2019 года в Оттаве на турнире UFC Fight Night: Яквинта vs. Ковбой Двалишвили единогласным решением (30-27, 30-27, 30-27) победил местного бойца — канадца Брэда Катону.
15 февраля 2020 года на турнире UFC Fight Night: Андерсон vs. Блахович 2 Мераб вновь единогласным решением судей (30-27, 30-25, 29-28) одолел американца Кейси Кенни.
13 июня 2020 года на турнире UFC on ESPN: Ай vs. Кальвильо с ним должен был биться Рэй Борг, но американец снялся из-за болезни. Вместо него на коротком уведомлении вышел дебютант Густаво Лопес, которого Двалишвили победил очередным единогласным решением (30-26, 30-26, 30-25). Бой проходил в промежуточном весе 63,5 кг.
15 августа 2020 года на UFC 252 Мераб победил пятым подряд единогласным решением (30-27, 30-27, 30-27) Джона Додсона.
5 декабря 2020 года ожидалось, что Двалишвили сразится с Коди Стэменном на турнире UFC on ESPN: Херманссон vs. Веттори, однако, 22 октября было объявлено, что американец отказался от участия по неизвестным причинам, и его заменил Раони Барселос. Позже бразилец был исключен по медицинским соображениям, связанными с его последним боем 7 ноября, в котором он бился с Халидом Тахой. Бой между Двалишвили и Стэменном был перенесен на 6 февраля 2021 года на UFC Fight Night: Оверим vs. Волков, но в середине января Двалишвили был вынужден сняться с боя из-за COVID-19. Поединок был вновь перенесен уже на 1 мая 2021 года на турнир UFC on ESPN: Рейес vs. Прохазка. Двалишвили уже в 6 раз подряд выиграл бой единогласным решением судей (30-27, 29-28, 29-28).
25 сентября 2021 года на UFC 266 Мераб сразился с бывшим чемпионом легчайшего веса Марлоном Мораисом. Бразилец в конце первого раунда отправил Двалишвили в нокдаун и начал добивать на канвасе, но рефери Кит Питерсон чудом не остановил поединок. Уже во втором раунде Мераб нокаутировал Мораиса, одержав первую досрочную победу в организации и получив 50 тысяч долларов бонуса за «Выступление вечера».
20 августа 2022 года на UFC 278 Двалишвили встретился с ещё одним бывшим бразильским чемпионом — некогда сильнейшим бойцом полулегкого дивизиона Жозе Алду. Американский боец в седьмой раз победил единогласным решением судей (29-28, 29-28, 30-27).
11 марта 2023 года в главном событии турнира UFC Fight Night: Ян vs. Двалишвили в Лас-Вегасе, Двалишвили в третий раз подряд сразился с бывшим чемпионом. Ему противостоял ранее сильнейший боец легчайшего веса Пётр Ян. Мераб выиграл единогласным решением (50-45, 50-45, 50-45) и установил рекорд организации по количеству попыток тейкдаунов (49 раз). Предыдущее достижение принадлежало Кейну Веласкесу (33 раза), установленное в третьем бою против Жуниора дус Сантуса.
Двалишвили встретился с бывшим чемпионом UFC в наилегчайшем и легчайшем весе Генри Сехудо 17 февраля 2024 года на турнире UFC 298. Двалишвили победил единогласным решением судей.

### Завоевание и защиты титула чемпиона UFC в легчайшем весе
Двалишвили встретился с чемпионом Шоном О'Мэлли  за титул чемпиона UFC в легчайшем весе 14 сентября 2024 года на турнире UFC 306.Он выиграл бой решением судей,завоевав титул чемпиона UFC в легчайшем весе.
Двалишвили провел первую защиту титула против Умара Нурмагомедова 18 января 2025 года на турнире UFC 311. Он выиграл бой единогласным решением судей. Этот бой принес второй бонус «Бой вечера».
В Двалишвили встретился в реванше с Шоном О'Мэлли 7 июня 2025 года на турнире UFC 316.В третьем раунде Двалишвили взял претендента на удушающий прием "Север-Юг",после которого Шон постучал,сигнализируя о сдаче.Таким образом,Мераб второй раз защитил титул чемпиона UFC в легчайшем весе.

## Титулы и достижения

### ROC — Ring of Combat
- -  Чемпион в легчайшем весе[26].

### Ultimate Fighting Championship
- -  Чемпион UFC в легчайшем весе
    - Две успешные защиты титула
    - Второй чемпион грузинского происхождения в истории UFC

  - «Выступление вечера» (два раза) против Марлона Мораиса и Шона О'Мэлли
  - «Бой вечера» (дважды) против Рикки Симона и Умара Нурмагомедова
  - Наибольшее количество побед единогласным решением судей в истории легчайшего веса UFC (10)
  - Второй по соотношению побед решений/финишей в истории UFC (11/13 побед: 84,6% побед решений)
  - Наибольшее количество побед по решению судей в истории легчайшего веса UFC (10)
  - Самая длинная победная серия в истории дивизиона UFC в легчайшем весе (12)
  - Наибольшее количество тейкдаунов в истории UFC (97)
  - Наибольшее количество тейкдаунов в истории легчайшего веса UFC (84)
  - Наибольшее количество попыток тейкдаунов в одном бою в истории UFC (49) против Петра Яна
  - Наибольшее количество ударов в истории легчайшего веса UFC (2173)
  - Наибольшее время контроля в истории UFC легчайшего веса (1:16:27)
  - Четвертый по время нахождения на верхней позиции в истории дивизиона UFC легчайшего веса (44:36)
  - Четвертый по продолжительности среднего время боя в истории дивизиона UFC легчайшего веса (16:12)
  - Одержал победы над четырьмя бывшими чемпионами UFC — Жозе Алду, Петром Яном, Генри Сехудо и Шоном О'Мэлли

### UFC Honors Awards
- - Fan's Choice: «Камбэк года» против Марлона Мораиса (2021)

### UFC.com Awards
- - 6 место: «Боец года» (2024)

## Статистика в смешанных единоборствах
| Боёв 24  | Побед 20 | Поражений 4 |
| -------- | -------- | ----------- |
| Нокаутом | 3        | 0           |
| Сдачей   | 2        | 1           |
| Решением | 15       | 3           |

| Результат | Рекорд | Соперник          | Способ                          | Турнир                                   | Дата             | Раунд | Время | Место                      | Примечание                                                                |
| --------- | ------ | ----------------- | ------------------------------- | ---------------------------------------- | ---------------- | ----- | ----- | -------------------------- | ------------------------------------------------------------------------- |
| Победа    | 20-4   | Шон О'Мэлли       | Сдача (Север-Юг)                | UFC 316                                  | 7 июня 2025      | 3     | 4:42  | Ньюарк, Нью-Джерси, США    | Защитил (2) титул чемпиона UFC в легчайшем весе; «Выступление вечера» (2) |
| Победа    | 19-4   | Умар Нурмагомедов | Единогласное решение            | UFC 311                                  | 18 января 2025   | 5     | 5:00  | Инглвуд, Лос-Анджелес, США | Защитил (1) титул чемпиона UFC в легчайшем весе; «Лучший бой вечера» (2)  |
| Победа    | 18-4   | Шон О'Мэлли       | Единогласное решение            | UFC 306                                  | 14 сентября 2024 | 5     | 5:00  | Парадайс, Невада, США      | Завоевал титул чемпиона UFC в легчайшем весе                              |
| Победа    | 17-4   | Генри Сехудо      | Единогласное решение            | UFC 298                                  | 17 февраля 2024  | 3     | 5:00  | Анахайм, Калифорния, США   |                                                                           |
| Победа    | 16-4   | Пётр Ян           | Единогласное решение            | UFC Fight Night: Ян vs. Двалишвили       | 11 марта 2023    | 5     | 5:00  | Лас-Вегас,США              |                                                                           |
| Победа    | 15-4   | Жозе Алду         | Единогласное решение            | UFC 278                                  | 20 августа 2022  | 3     | 5:00  | Солт-Лейк-Сити, Юта, США   |                                                                           |
| Победа    | 14-4   | Марлон Мораис     | Технический нокаут (удары)      | UFC 266                                  | 25 сентября 2021 | 2     | 4:25  | Лас-Вегас, США             | Выступление вечера                                                        |
| Победа    | 13-4   | Коди Стэменн      | Единогласное решение            | UFC on ESPN: Рейес vs. Прохазка          | 1 мая 2021       | 3     | 5:00  | Лас-Вегас, США             |                                                                           |
| Победа    | 12-4   | Джон Додсон       | Единогласное решение            | UFC 252                                  | 15 августа 2020  | 3     | 5:00  | Лас-Вегас, США             |                                                                           |
| Победа    | 11-4   | Густаво Лопес     | Единогласное решение            | UFC on ESPN: Ай vs. Кальвильо            | 13 июня 2020     | 3     | 5:00  | Лас-Вегас, США             | Промежуточный вес 63,5 кг                                                 |
| Победа    | 10-4   | Кейси Кенни       | Единогласное решение            | UFC Fight Night: Андерсон vs. Блахович 2 | 15 февраля 2020  | 3     | 5:00  | Рио-Ранчо, США             |                                                                           |
| Победа    | 9-4    | Брэд Катона       | Единогласное решение            | UFC Fight Night: Яквинта vs. Ковбой      | 4 мая 2019       | 3     | 5:00  | Оттава, Канада             |                                                                           |
| Победа    | 8-4    | Террион Вэйр      | Единогласное решение            | UFC Fight Night: Хант vs. Олейник        | 15 сентября 2018 | 3     | 5:00  | Москва, Россия             |                                                                           |
| Поражение | 7-4    | Рики Симон        | Техническая сдача (гильотина)   | UFC Fight Night: Барбоза vs. Ли          | 21 апреля 2018   | 3     | 5:00  | Атлантик-Сити, США         | Бой вечера                                                                |
| Поражение | 7-3    | Фрэнки Саенз      | Раздельное решение              | UFC Fight Night: Суонсон vs. Ортега      | 9 декабря 2017   | 3     | 5:00  | Фресно, США                | Дебют в UFC                                                               |
| Победа    | 7-2    | Рауфьон Стотс     | Нокаут (удар рукой с разворота) | Ring of Combat 59                        | 2 июня 2017      | 1     | 0:15  | Атлантик-Сити, США         | Защитил титул Ring of Combat в легчайшем весе                             |
| Победа    | 6-2    | Сухроб Айдарбеков | Сдача (рычаг локтя)             | ROC 58 Ring of Combat 58                 | 24 февраля 2017  | 2     | 4:14  | Атлантик-Сити, США         | Завоевал вакантный титул Ring of Combat в легчайшем весе                  |
| Победа    | 5-2    | Тони Грэвели      | Единогласное решение            | ROC 57 — Ring of Combat 57 мма           | 18 ноября 2016   | 3     | 5:00  | Атлантик-Сити, США         |                                                                           |
| Победа    | 4-2    | Пол Грант         | Единогласное решение            | ROC 56 Ring of Combat 56                 | 23 сентября 2016 | 3     | 4:00  | Атлантик-Сити, США         | Возвращение в легчайший вес                                               |
| Победа    | 3-2    | Мэтт Таллос       | Единогласное решение            | CES MMA 36 — Andrews vs. Muro            | 10 июня 2016     | 3     | 5:00  | Линкольн, США              | Дебют в полулёгком весе                                                   |
| Победа    | 2-2    | Джоффри Тен       | Единогласное решение            | CES MMA 34 — Curtis vs. Burrell          | 1 апреля 2016    | 3     | 5:00  | Коннектикут, США           |                                                                           |
| Поражение | 1-2    | Рики Бандехас     | Единогласное решение            | CFFC 43 — Webb vs. Good                  | 1 ноября 2014    | 3     | 5:00  | Атлантик-Сити, США         |                                                                           |
| Победа    | 1-1    | Деннис Домброу    | Технический нокаут (удары)      | ROC 49 — Ring of Combat 49               | 19 сентября 2014 | 3     | 0:50  | Атлантик-Сити, США         |                                                                           |
| Поражение | 0-1    | Даррен Мима       | Решение большинства судей       | ROC 47 — Ring of Combat 47               | 24 января 2014   | 3     | 4:00  | Атлантик-Сити, США         | Дебют в легчайшем весе                                                    |